# 푸셔 (영화)
《푸셔》(Pusher)는 덴마크에서 제작된 니콜라스 윈딩 레픈 감독의 1996년 범죄, 스릴러 영화이다. 감독 데뷔작이다. 킴 보드니아 등이 주연으로 출연하였고 헨릭 댄스트럽 등이 제작에 참여하였다.

## 출연

### 주연
- 킴 보드니아
- 즐라트코 부리치

### 조연
- 마스 미켈센
- 페테르 안데르손
- 토머스 보 라센
- 라스 봄
- 고든 케네디
- 기다 한센